# Aeroportul Hanksville
Aeroportul Hanksville (IATA: HVE, ICAO: KHVE, FAA LID: HVE) este un aeroport din Utah, Statele Unite ale Americii.
Situat la o altitudine de 1.357,45728 m, aeroportul dispune de 1 pistă.

## Infrastructură

### Piste
Aeroportul dispune de o singură pistă. Pista 09/27 are suprafața de asfalt și dimensiunile 5.001 picioare × 75 picioare. 